# Dana Zajac
Dana Zajac (* 26. Oktober 1994 in Marl) ist eine deutsche Volleyballspielerin.

## Karriere
Zajac begann ihre Karriere 2004 bei der TuS Kriftel. 2007 bildete sie mit ihrer Krifteler Mitspielerin Svenja Weber außerdem ein Beachvolleyball-Duo. Über die TG Bad Soden kam die Libera schließlich in den Bundesliga-Kader des 1. VC Wiesbaden.
In der Saison 2011/12 kam Zajac bereits am ersten Spieltag gegen Bayer Leverkusen zum Bundesliga-Debüt. Zudem ersetzte sie beim Gastspiel in Aachen die verletzungsbedingt ausgefallene, etatmäßige erste Libera.